# Nahuel 1A
Nahuel 1A fue un satélite de comunicaciones geostacionario argentino, que fue construido por Dornier Satellitensysteme (de Alemania) y Aérospatiale (de Francia), siendo el segundo satélite geoestacionario de telecomunicaciones de capital privado en el mundo, luego del PanAmSat en Estados Unidos. Estaba ubicado en la posición orbital de 72 grados de longitud oeste y fue operado inicialmente por Nahuelsat y desde 2006 por AR-SAT. El satélite se basa en la plataforma Spacebus-2000. El mismo fue retirado del servicio y enviado a la órbita cementerio en abril de 2010.
Operó desde la estación terrestre de Benavídez en la provincia de Buenos Aires. El satélite fue lanzado con éxito al espacio el 31 de enero de 1997, a bordo de un cohete Ariane 44L desde el Puerto espacial de Kourou en la Guayana Francesa, junto con el GE-2. Tenía una masa de lanzamiento de 1.790 kg. Su esperanza de vida estimada fue de 12 años. Fue equipado con 18 transpondedores en banda Ku que cubrían América.
Nahuel 1A también fue el inicio del programa espacial de Uruguay, ya que era utilizado por la estatal Antel para los servicios de telecomunicaciones uruguayos.
Su lugar fue ocupado en octubre de 2014 por el satélite ARSAT-1. El gobierno argentino de la época publicitó a éste y al ARSAT-2 como satélites enteramente nacionales. En verdad, más del 60% de los componentes claves -propulsión, carga útil, sensores, antenas- eran importados, e incluso dentro del 30% que corresponde  al  aporte argentino, muchos equipos (paneles solares, computadoras, chips resistentes a la radiación) también eran de origen extranjero.